# 第十一管区海上保安本部
第十一管区海上保安本部（だいじゅういちかんくかいじょうほあんほんぶ）は、沖縄県の区域及びその沿岸水域（主に沖縄地方の東シナ海及び太平洋）を管轄範囲とする、海上保安庁の管区海上保安本部の一つである。
略称は十一管（十一管本部と称呼することもある）、英語表記は11th Regional Coast Guard Headquarters。本部は沖縄県那覇市港町2-11-1の那覇港湾合同庁舎内にあり、下部組織の事務所などとして海上保安部4箇所、海上保安署1箇所、航空基地2箇所、航路標識事務所1箇所を有する。
第十一管区海上保安本部を漢字で表記する際には縦書き、横書きに関係なく、漢数字「十一」で表記するのが正式である。

## 特徴
海上保安庁の中で最大規模の管区であり、2015年（平成27年）度末時点の勢力は大型巡視船（PLHとPL型）19隻、定員1,722人。このうち尖閣領海警備専従部隊の定員は606人である。
本管区は台風の常襲地帯であり、しかも転向点となることから迷走・停滞が多いため、管内の港則法適用港では台風対策委員会を設置して、台風による海難防止に力を入れている。また水深が浅いサンゴ礁を中心にウォータースポーツが盛んであることから、浅海域を含めて潮流観測を行っている。管内の海難船舶にプレジャーボートや漁船が多いことが特徴であり、重点的な巡回指導や安全講習会の開催などが行われている。
本管区の漁業水域では外国漁船が多数操業していることから、巡視船・航空機による監視取締りを実施している。また、薬物の仕出港である可能性が高い中国や、模造拳銃などの仕出港である可能性が高いフィリピンに近く、島嶼が多いという地理的環境のために、銃器・薬物などの密輸中継地として悪用される蓋然性が高いことから、地域住民や沖縄県警察・税関など関係諸機関との協力体制を強化している。
その一方で、日本と東南アジアを結ぶシーレーン航路が通っているため、遠海域の捜索救難のための航空機ファルコン2000やボンバル300を配備するなど、船舶の安全航行のための監視、海難救助にも力を入れている。また、石垣航空基地は、沖縄県からヘリコプター救急を任されており、八重山諸島における急患搬送も行っている（琉球政府時代に、本土の海上保安庁の支援を受けて 厚生局に石垣医療航空事務所を開設して以来継続実施している業務である）。

### 尖閣領海警備専従体制
第十一管区管内には、日本の施政権下にありながら中国と台湾が領有権を主張する尖閣諸島があるため、第十一管区は他管区からの巡視船の応援を受けつつ、巡視船を常に尖閣諸島周辺海域に展開させてきた。
しかし2012年9月の尖閣諸島国有化以降、中国政府の公船の徘徊や領海侵入等の事案の頻度が増加し、応援に頼る従来の体制では、他管区を含めて負担が大きいと指摘されるようになっていた。2013年には、管区海上保安本部直轄であった那覇周辺や沖縄本島西部海域について、那覇海上保安部を新設し、その担当とさせ、管区海上保安本部はより尖閣警備に重点を置く体制となった。
そして2013年1月15日に閣議決定された平成24年度補正予算で、尖閣領海警備専従体制が整備されることとなった。この計画では、ヘリコプター1機搭載型巡視船「はやと」を含めて2隻を隷属替えするほか、平成24年度予算予備費および同年度補正予算でくにがみ型巡視船10隻を新規建造し、12隻で尖閣専従部隊を創設することとされた。またこの部隊では複数クルー制度を導入、新造されたくにがみ型巡視船のうち平成24年度補正予算分6隻について8クルーを充当することで、帰港から出港までのサイクルを短縮し、実質的には部隊全体で14隻分に相当する稼働時間を確保することとなった。
2016年2月24日、くにがみ型巡視船のPL-89「あぐに」、PL-90「いぜな」の就役によって尖閣領海警備専従体制が完成した。
また、2016年10月に宮古島海上保安署を保安部に昇格させており、2018年度末までにしもじ型巡視船を同保安部管轄の伊良部島（長山港）に9隻配備して「尖閣漁船対応体制」を完成させ、2019年度末までに新型ジェット機ファルコン2000LXSを3機配備して「尖閣24時間監視体制」を完成させた。

## 十一管関連年表
- 1972年（昭和47年）5月15日 - 沖縄返還に伴い、琉球海上保安庁を主体に、一部は琉球警察本部、琉球政府厚生局等より組織を移行して発足
- 2007年（平成19年）4月1日 - 平良海上保安署が宮古島海上保安署に改称
- 2008年（平成20年）4月1日 - 中城海上保安署が中城海上保安部に昇格・改称[11]
- 2013年（平成25年）3月7日 - 石垣航空基地が新石垣空港（現名称：石垣空港）へ移転
- 2013年（平成25年）5月16日 - 那覇海上保安部が発足
- 2016年（平成28年）2月24日 - 尖閣領海警備専従体制が完成[3]
- 2016年（平成28年）10月1日 - 宮古島海上保安署が宮古島海上保安部に昇格・改称[8]
- 2025年（令和 7年）2月13日 - 那覇海上保安部が那覇市港町四丁目から管区本部所在地である那覇港湾合同庁舎内の沖縄地区税関本関分庁舎跡へ移転。

## 組織
- 第十一管区海上保安本部（沖縄県那覇市：那覇港湾合同庁舎）
第十一管区海上保安本部長
- 総務部

（情報管理官、総務課、人事課、厚生課、情報通信課）
- 経理補給部

（経理課、補給課）
- 船舶技術部

（管理課、技術課）
- 警備救難部

（次長、警備課、刑事課、国際刑事課、警備情報課、救難課、環境防災課）
- 海洋情報企画調整官

（海洋情報監理課、海洋情報調査課）
- 交通企画調整官

（交通企画課、交通航行安全課、交通安全対策課、交通整備課）
- 那覇海上保安部(沖縄県那覇市：那覇港湾合同庁舎)
  - 名護海上保安署（沖縄県名護市：名護地方合同庁舎）
- 中城海上保安部（沖縄県沖縄市）
- 石垣海上保安部（沖縄県石垣市：石垣港湾合同庁舎）
- 宮古島海上保安部（沖縄県宮古島市：平良港湾合同庁舎）
- 那覇航空基地（沖縄県那覇市：那覇空港）
- 石垣航空基地（沖縄県石垣市：石垣空港）

## 保有船艇・航空機
| 所属              | 所属                 | 巡視船                | 巡視船            | 巡視船           | 巡視艇            | 巡視艇            | その他                          |
| 所属              | 所属                 | PLH / PL              | PM                | PS               | PC                | CL                | その他                          |
| ----------------- | -------------------- | --------------------- | ----------------- | ---------------- | ----------------- | ----------------- | ------------------------------- |
| 本部              | 本部                 |                       |                   |                  |                   |                   | 測量船 おきしお（HS24）         |
| 那覇海上保安部    | 那覇海上保安部       | りゅうきゅう（PLH09） |                   | みずき（PS11）   |                   | げっとう（CL114） |                                 |
| 那覇海上保安部    | 那覇海上保安部       | おきなわ（PLH06）     |                   | みずき（PS11）   |                   | げっとう（CL114） |                                 |
| 那覇海上保安部    | 那覇海上保安部       | うるま（PLH04）       | でいご（CL153）   | みずき（PS11）   |                   |                   |                                 |
| 那覇海上保安部    | 那覇海上保安部       | くだか（PL03）        | でいご（CL153）   | みずき（PS11）   |                   |                   |                                 |
|                   | 名護署               |                       |                   |                  | なごづき（PS123） |                   |                                 |
| おきぐも（PC114） | 名護署               |                       |                   |                  |                   |                   |                                 |
| 中城海上保安部    | 中城海上保安部       | いしがき（PL62）      |                   |                  | あわぐも（PC115） | ゆうな（CL155）   | 特殊警備救難艇 かつれん（MS03） |
| 中城海上保安部    | 中城海上保安部       | くにがみ（PL63）      | しまぐも（PC116） |                  |                   | ゆうな（CL155）   | 特殊警備救難艇 かつれん（MS03） |
| 石垣海上保安部    | 石垣海上保安部       | あさづき（PLH35）     |                   |                  | いぜな（PC124）   | あだん（CL154）   |                                 |
| 石垣海上保安部    | 石垣海上保安部       | はてるま（PL61）      |                   |                  | いぜな（PC124）   | あだん（CL154）   |                                 |
| 石垣海上保安部    | 石垣海上保安部       | もとぶ（PL13）        |                   |                  | いぜな（PC124）   | あだん（CL154）   |                                 |
| 石垣海上保安部    | 石垣海上保安部       | よなくに（PL14）      |                   |                  | いぜな（PC124）   | あだん（CL154）   |                                 |
|                   | 尖閣領海警備専従部隊 | たけとみ（PL81）      |                   |                  | いぜな（PC124）   | あだん（CL154）   |                                 |
| なぐら（PL82）    | 尖閣領海警備専従部隊 |                       |                   |                  | いぜな（PC124）   | あだん（CL154）   |                                 |
| かびら（PL83）    | 尖閣領海警備専従部隊 |                       |                   |                  | いぜな（PC124）   | あだん（CL154）   |                                 |
| ざんぱ（PL84）    | 尖閣領海警備専従部隊 |                       |                   |                  | いぜな（PC124）   | あだん（CL154）   |                                 |
| たらま（PL85）    | 尖閣領海警備専従部隊 |                       |                   |                  | いぜな（PC124）   | あだん（CL154）   |                                 |
| いけま（PL86）    | 尖閣領海警備専従部隊 |                       |                   |                  | いぜな（PC124）   | あだん（CL154）   |                                 |
| いらぶ（PL87）    | 尖閣領海警備専従部隊 |                       |                   |                  | いぜな（PC124）   | あだん（CL154）   |                                 |
| とかしき（PL88）  | 尖閣領海警備専従部隊 |                       |                   |                  | いぜな（PC124）   | あだん（CL154）   |                                 |
| あぐに（PL89）    | 尖閣領海警備専従部隊 |                       |                   |                  | いぜな（PC124）   | あだん（CL154）   |                                 |
| いぜな（PL90）    | 尖閣領海警備専従部隊 |                       |                   |                  | いぜな（PC124）   | あだん（CL154）   |                                 |
| 宮古島海上保安部  | 宮古島海上保安部     | みやこ（PL201）       | はりみず（PM35）  | しもじ（PS31）   |                   |                   |                                 |
| 宮古島海上保安部  | 宮古島海上保安部     | みやこ（PL201）       | はりみず（PM35）  | くりま（PS32）   |                   |                   |                                 |
| 宮古島海上保安部  | 宮古島海上保安部     | みやこ（PL201）       | はりみず（PM35）  | おおがみ（PS33） |                   |                   |                                 |
| 宮古島海上保安部  | 宮古島海上保安部     | みやこ（PL201）       | はりみず（PM35）  | しぎら（PS34）   |                   |                   |                                 |
| 宮古島海上保安部  | 宮古島海上保安部     | みやこ（PL201）       | はりみず（PM35）  | ともり（PS35）   |                   |                   |                                 |
| 宮古島海上保安部  | 宮古島海上保安部     | みやこ（PL201）       | はりみず（PM35）  | とぐち（PS36）   |                   |                   |                                 |
| 宮古島海上保安部  | 宮古島海上保安部     | みやこ（PL201）       | はりみず（PM35）  | ひさまつ（PS37） |                   |                   |                                 |
| 宮古島海上保安部  | 宮古島海上保安部     | みやこ（PL201）       | はりみず（PM35）  | ながやま（PS38） |                   |                   |                                 |
| 宮古島海上保安部  | 宮古島海上保安部     | みやこ（PL201）       | はりみず（PM35）  | まえはま（PS39） |                   |                   |                                 |
| 宮古島海上保安部  | 宮古島海上保安部     | みやこ（PL201）       | はりみず（PM35）  | のばる（PS16）   |                   |                   |                                 |

### 航空機
十一管は固定翼機7機、回転翼機7機を保有している。
| 所属                                 | 機型番号 + 通称 | 機型番号 + 通称 | 機体記号 | 機種                                      |
| ------------------------------------ | --------------- | --------------- | -------- | ----------------------------------------- |
| 那覇海上保安部（りゅうきゅう搭載機） | MH915           | おきさしば      | JA915A   | シコルスキー S-76D                        |
| 那覇海上保安部（おきなわ搭載機）     | MH917           | おきあじさし    | JA917A   | シコルスキー S-76D                        |
| 那覇海上保安部（うるま搭載機）       | MH911           | しまわし        | JA911B   | シコルスキー S-76D                        |
| 石垣海上保安部（あさづき搭載機）     | MH697           | ちゅらわし      | JA697A   | エアバス・ヘリコプターズ EC225LP          |
| 那覇航空基地                         | MAJ572          | ちゅらたか1号   | JA572A   | ダッソー・アビエーション ファルコン2000EX |
| 那覇航空基地                         | MAJ573          | ちゅらたか2号   | JA573A   | ダッソー・アビエーション ファルコン2000EX |
| 那覇航空基地                         | MAJ574          | ちゅらたか3号   | JA574A   | ダッソー・アビエーション ファルコン2000EX |
| 那覇航空基地                         | MA720           | しまたか1号     | JA720A   | ボンバルディア DHC-8-315                  |
| 那覇航空基地                         | MA721           | しまたか2号     | JA721A   | ボンバルディア DHC-8-315                  |
| 那覇航空基地                         | MH974           | おきたか1号     | JA974A   | アグスタ AW139                            |
| 那覇航空基地                         | MH975           | おきたか2号     | JA975A   | アグスタ AW139                            |
| 石垣航空基地                         | MA862           | きんばと1号     | JA862A   | ビーチクラフト B300                       |
| 石垣航空基地                         | MA867           | きんばと2号     | JA867A   | ビーチクラフト B300                       |
| 石垣航空基地                         | MH971           | かんむりわし1号 | JA971A   | アグスタ AW139                            |
| 石垣航空基地                         | MH972           | かんむりわし2号 | JA972A   | アグスタ AW139                            |

## ギャラリー

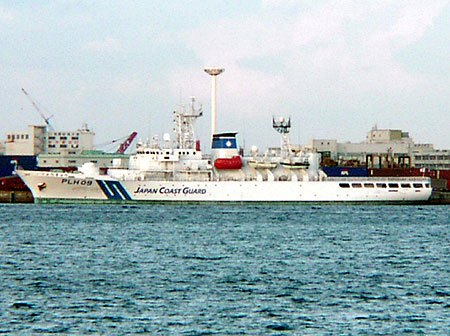
巡視船りゅうきゅう
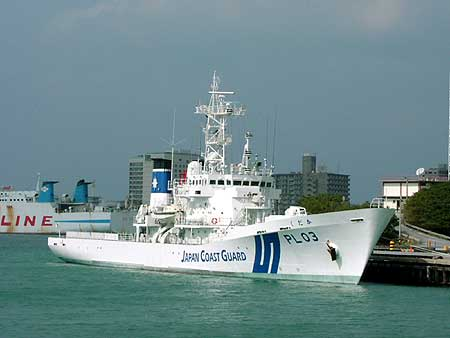
巡視船くだか
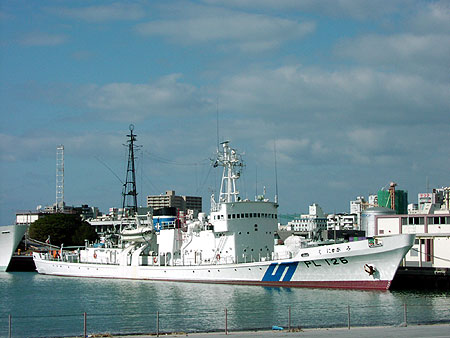
巡視船まつしま
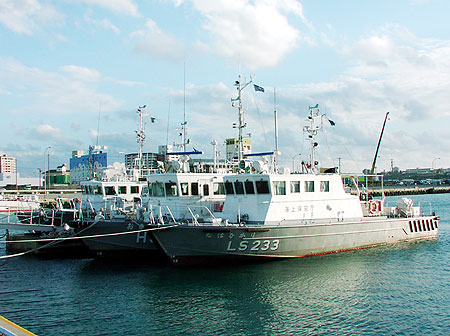
灯台見回船なはひかり
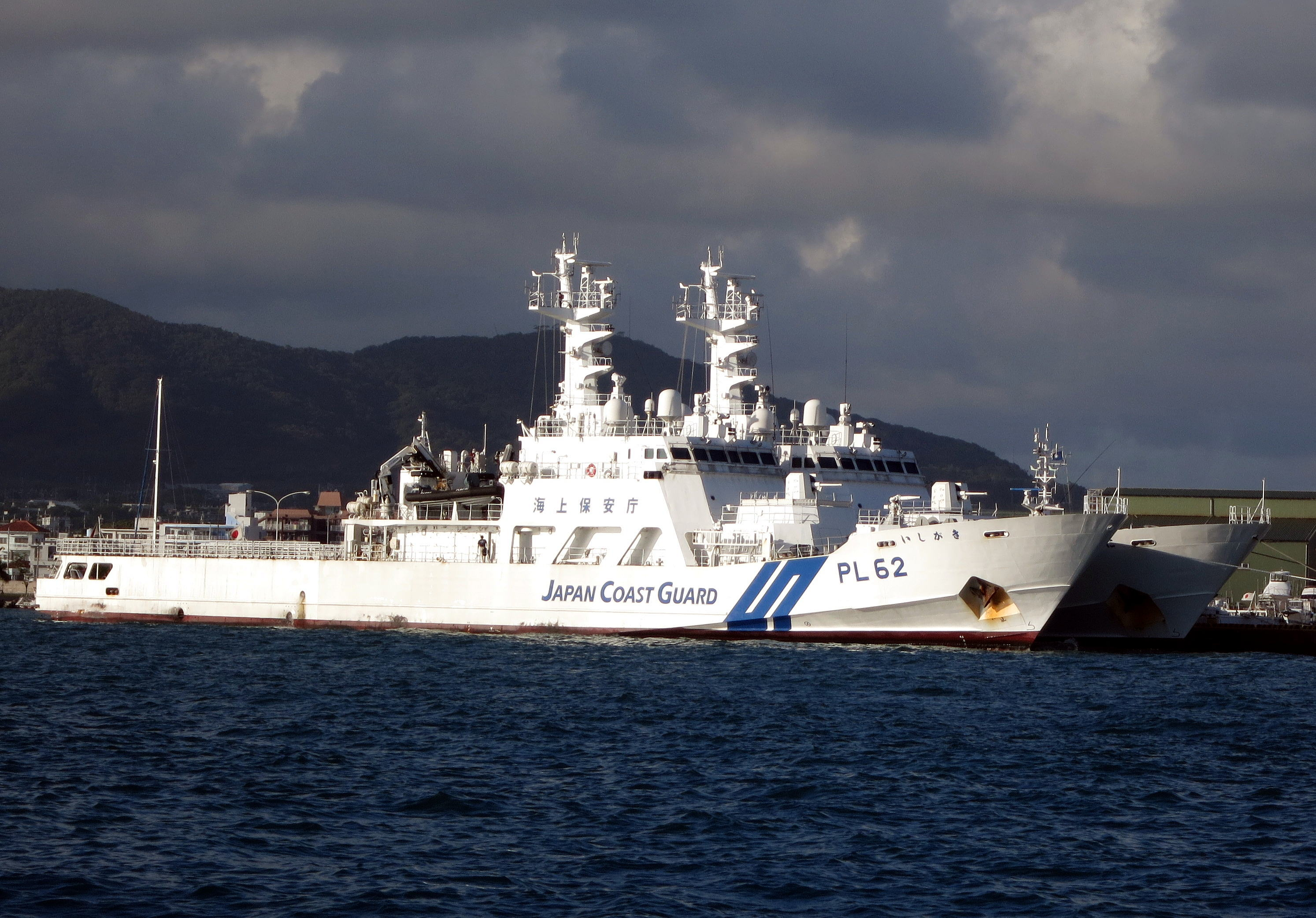
巡視船いしがき

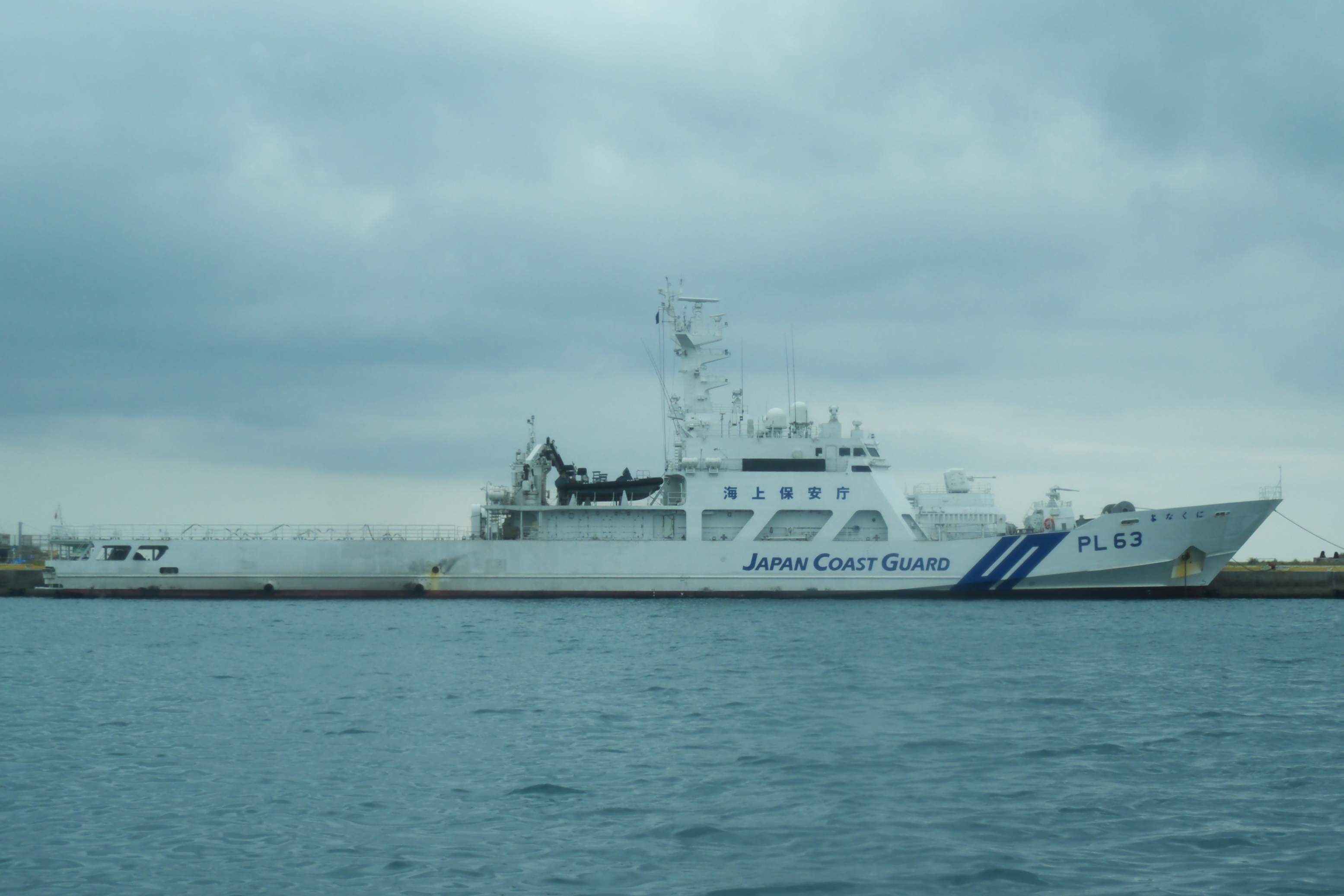
巡視船よなくに
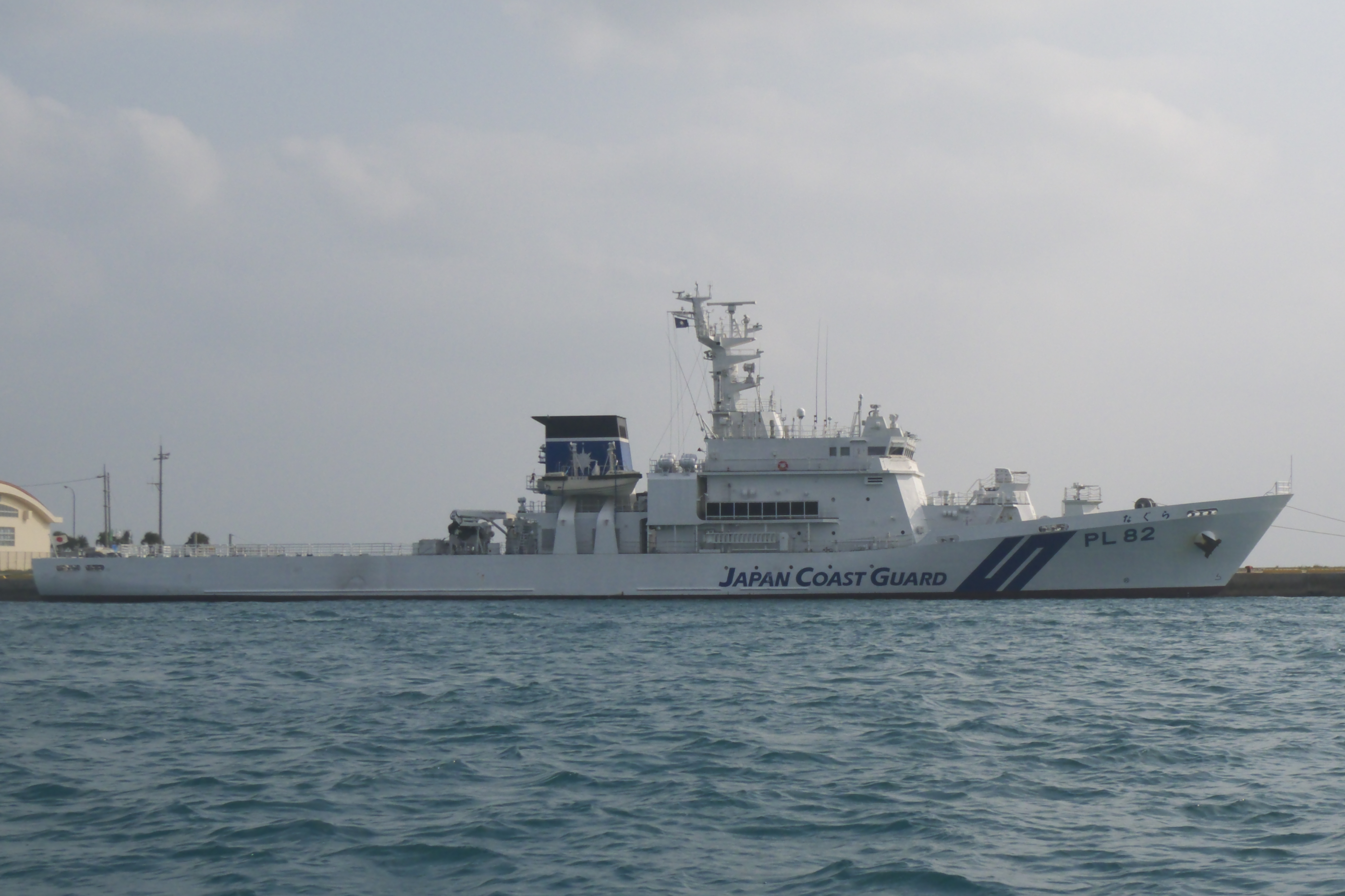
巡視船なぐら
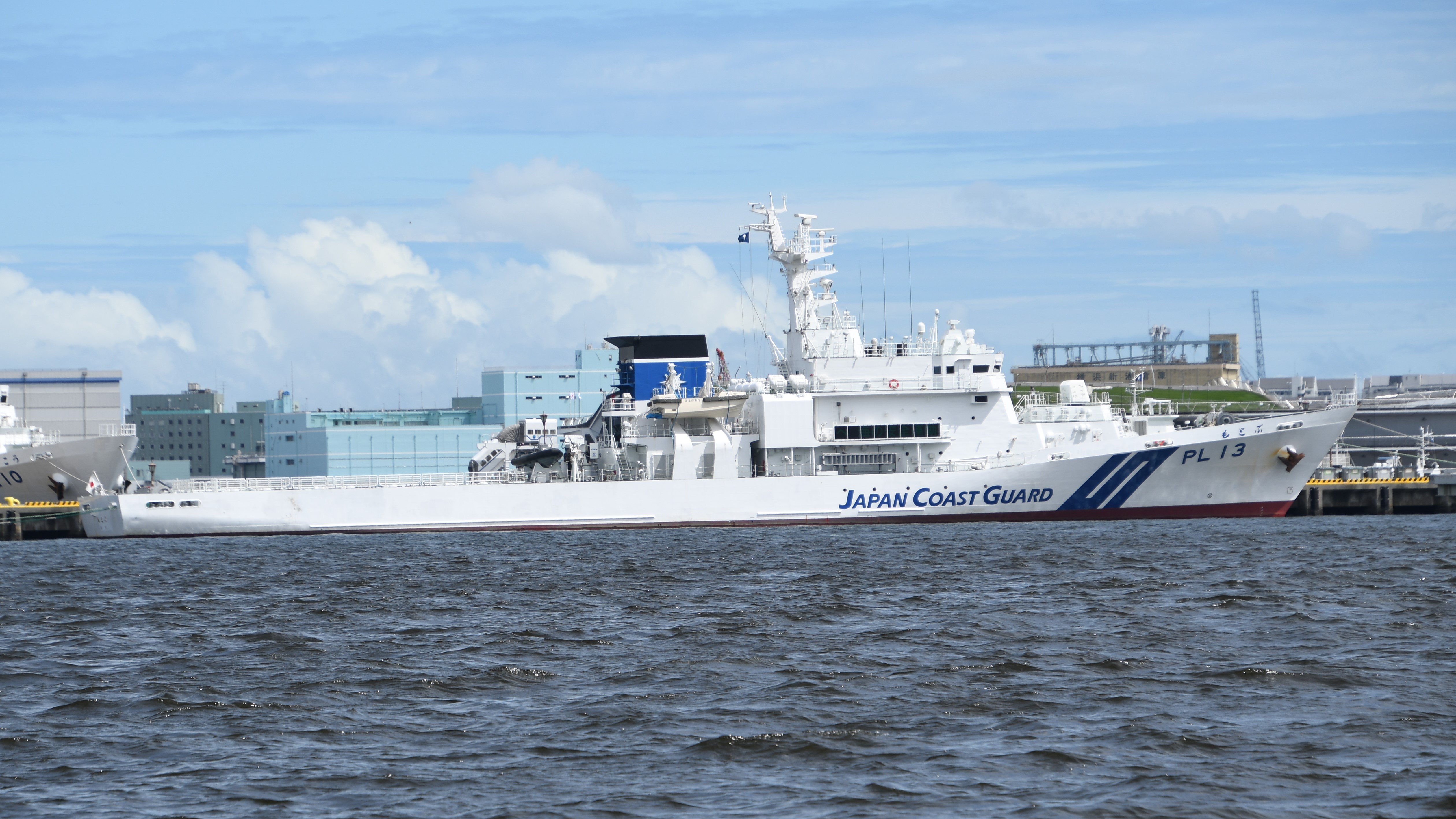
巡視船もとぶ
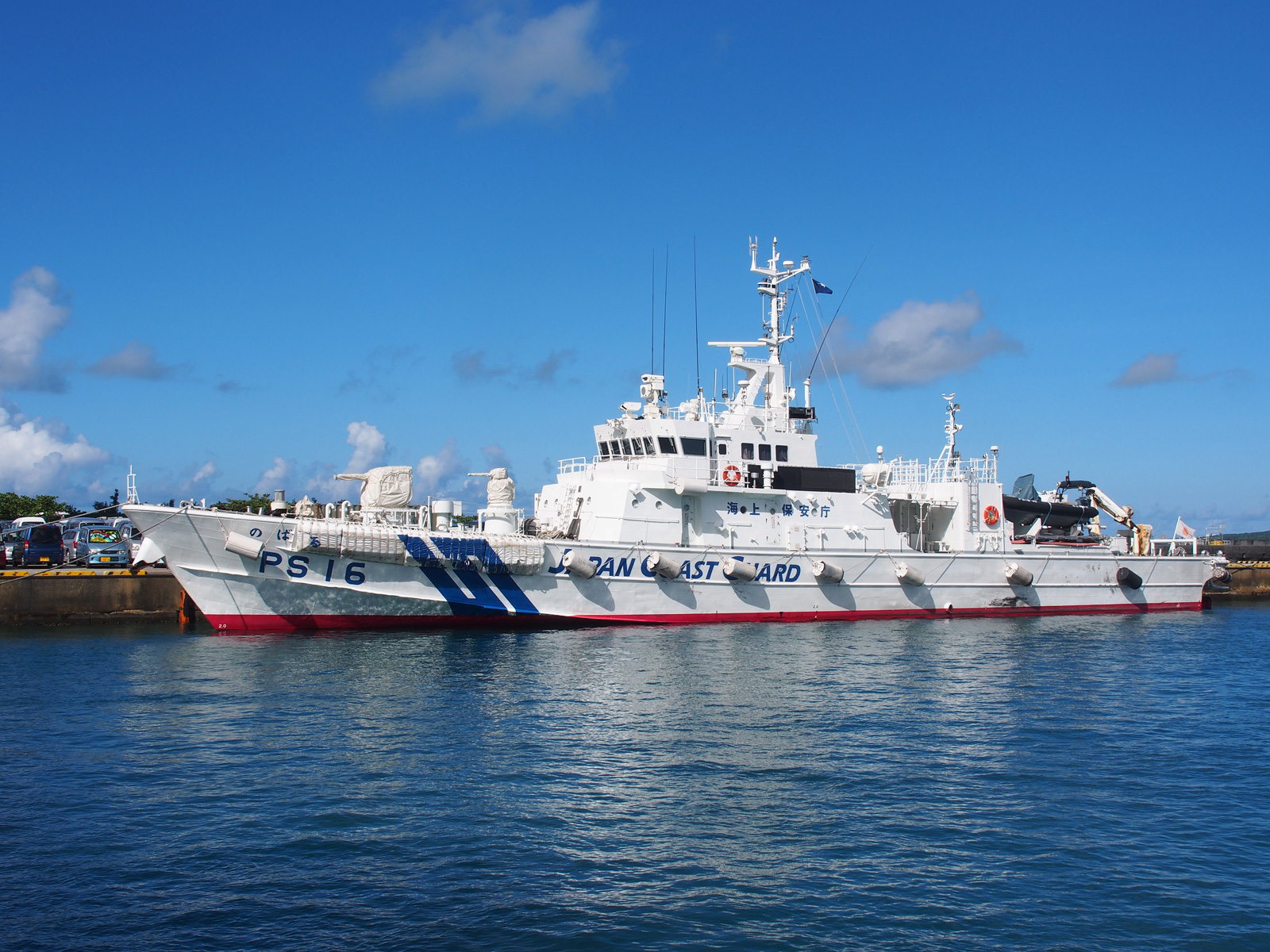
巡視船のばる
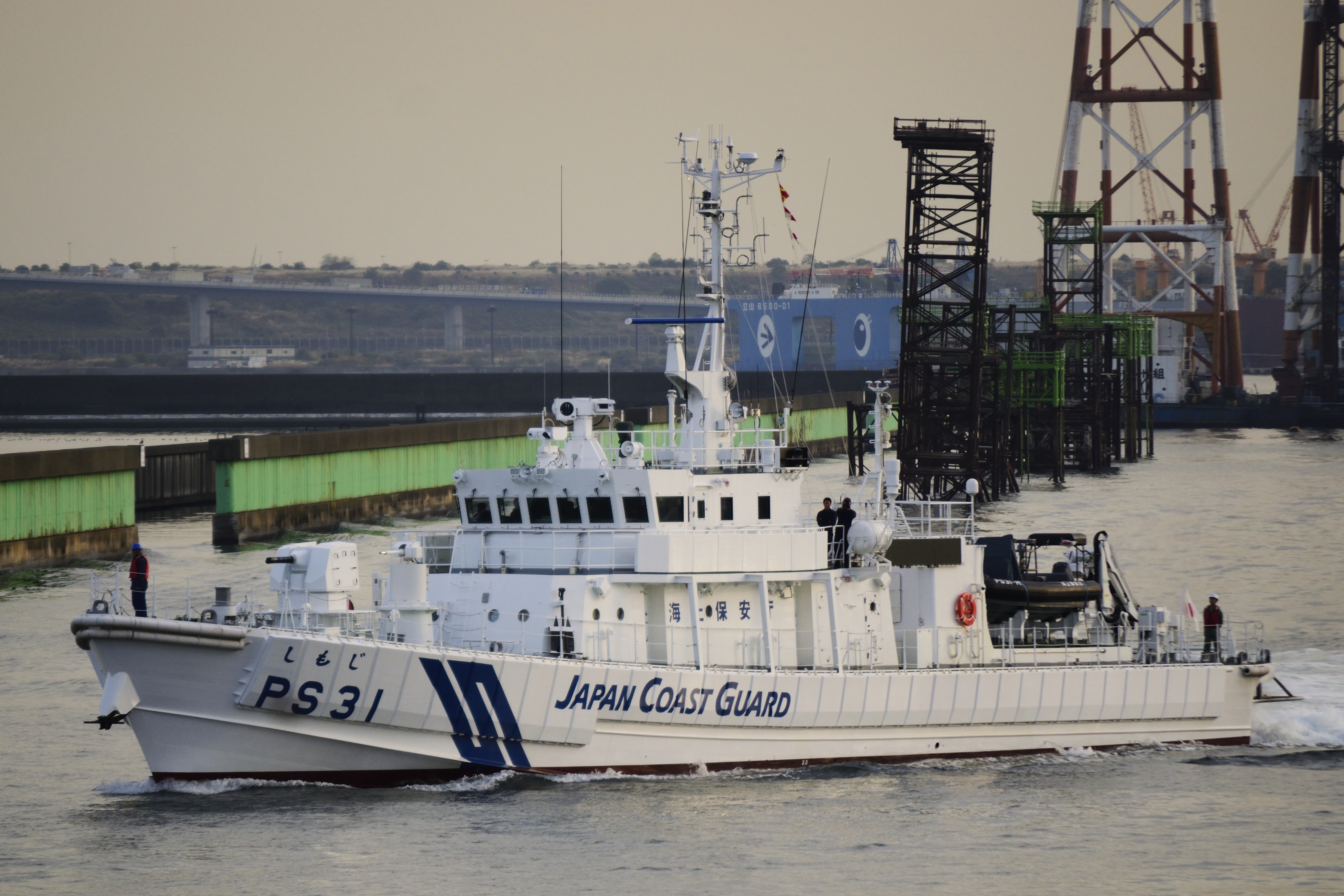
巡視艇しもじ